# Desaparición de Alissa Turney
Alissa Turney (Arizona, 3 de abril de 1984) fue una joven estadounidense que desapareció en las cercanías de la ciudad de Phoenix (Arizona) el 17 de mayo de 2001, a los 17 años de edad.

## Desaparición
Alissa Turney vivía en Paradise Valley, en el estado de Arizona. En el momento de su desaparición, vivía con su padrastro Michael Turney y su hermanastra Sarah Turney. Trabajaba en el restaurante de comida rápida Jack in the Box y tenía novio.
El 17 de mayo de 2001 fue el último día del tercer curso de Alissa en el instituto Paradise Valley. Según su padrastro, él la dejó en casa por la mañana, como de costumbre, y luego la recogió a la hora de comer. Supuestamente, discutieron y ella se marchó enfadada. Más tarde, él y Sarah encontraron una nota en su dormitorio, supuestamente escrita por ella, en la que decía que se escapaba a California. Sin embargo, se había dejado el móvil y otros objetos personales. Esa noche, Alissa había planeado ir a una fiesta, pero no asistió.
El 24 de mayo de 2001, Turney afirmó que recibió una llamada telefónica desde un número de California en la que Alissa le insultó antes de colgar.
En 2008, Turney afirmó que Alissa fue asesinada por dos "asesinos" de la Hermandad Internacional de Trabajadores de la Electricidad y que fue enterrada en Desert Center, California.

## Investigación
Turney presentó una denuncia por desaparición el 17 de mayo de 2001, pero en los días siguientes a la desaparición de Alissa, la policía no sospechó que se tratara de un crimen y no se llevó a cabo ninguna investigación policial.
En 2006, el autoproclamado asesino en serie Thomas Albert Hymer dijo a un guardia de prisiones que había matado a Alissa. Llevaba en prisión desde 2003 por un asesinato no relacionado. Sin embargo, cuando la policía de Phoenix interrogó a Hymer, finalmente determinó que no había tenido ningún contacto con Alissa y admitió que podría haberla confundido con otra víctima.
En 2008, se reabrió el caso. En diciembre de ese año, los detectives comunicaron a Sarah que su padre era el principal sospechoso. Simultáneamente, las autoridades realizaban una redada en la casa de Turney, donde se incautaron de más de dos docenas de artefactos explosivos improvisados, 19 armas de fuego, dos silenciadores caseros y una furgoneta llena de gasolina. También encontraron un manifiesto en el que se esbozaban sus planes para atentar contra el edificio de la Hermandad Internacional de Trabajadores de la Electricidad en Phoenix. Michael Turney fue detenido, procesado y condenado a 10 años de cárcel. Fue puesto en libertad en agosto de 2017.

## En los medios

### Televisión
El caso de Alissa apareció en un episodio de 20/20 en octubre de 2014, titulado  "What Happened to Alissa?", en el que Michael Turney afirmó repetidamente su inocencia.

### Podcast
Missing Alissa
Entre julio de 2017 y enero de 2019, Ottavia Zappala, residente en Phoenix y periodista independiente, publicó un podcast titulado Missing Alissa en el que se exploraba el caso y se entrevistaba a algunos amigos y familiares de Alissa.
Voices for Justice
En junio de 2019, la hermanastra de Alissa, Sarah Turney, que tenía 12 años en 2001, comenzó un podcast llamado Voices for Justice que exploraba la desaparición de Alissa y la posterior investigación policial. Se basó en más de 3000 páginas de notas y documentos del caso publicados públicamente por el Departamento de Policía de Phoenix. En abril de 2020, Sarah comenzó a publicar sobre el caso en TikTok, cosechando millones de visitas.
Tras más de 30 episodios sobre el caso de Alissa, en enero de 2021 el podcast pasó a cubrir otros casos de asesinato y personas desaparecidas para no poner en peligro la investigación en curso sobre el caso de Alissa.

## Arresto
En agosto de 2020, Michael Turney fue arrestado en Mesa (Arizona). Fue acusado y acusado por un gran jurado del condado de Maricopa de cargos de asesinato en segundo grado por la muerte de Alissa.